# Baugenossenschaft freier Gewerkschafter
Die  Baugenossenschaft freier Gewerkschafter eG (bgfg) wurde 1922 in Hamburg von Gewerkschaftern gegründet. Die Gründer waren Mitglieder des Allgemeinen Deutschen Gewerkschaftsbundes (ADGB) vergleichbar dem heutigen DGB und bezeichneten sich als „freie Gewerkschaften“ in Abgrenzung zu arbeitgebernahen und christlichen Gewerkschaften. Da der ADGB zu der Gründung von Baugenossenschaften aufgerufen hatte, wählten die Gründer den Namen „Baugenossenschaft freier Gewerkschafter“.

## Wohnungsbestand

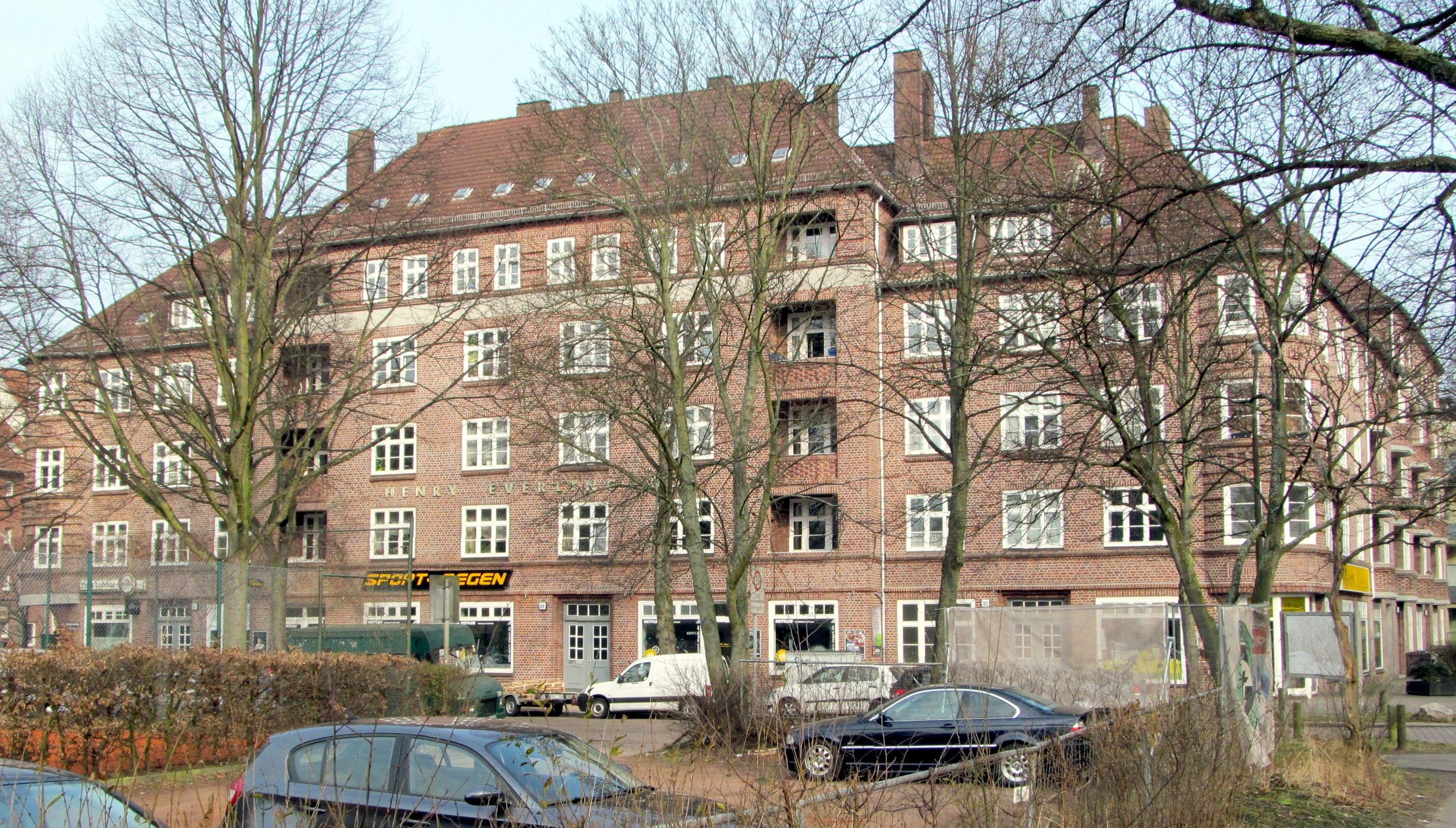
Henry-Everling-Hof in Hamburg-Hamm

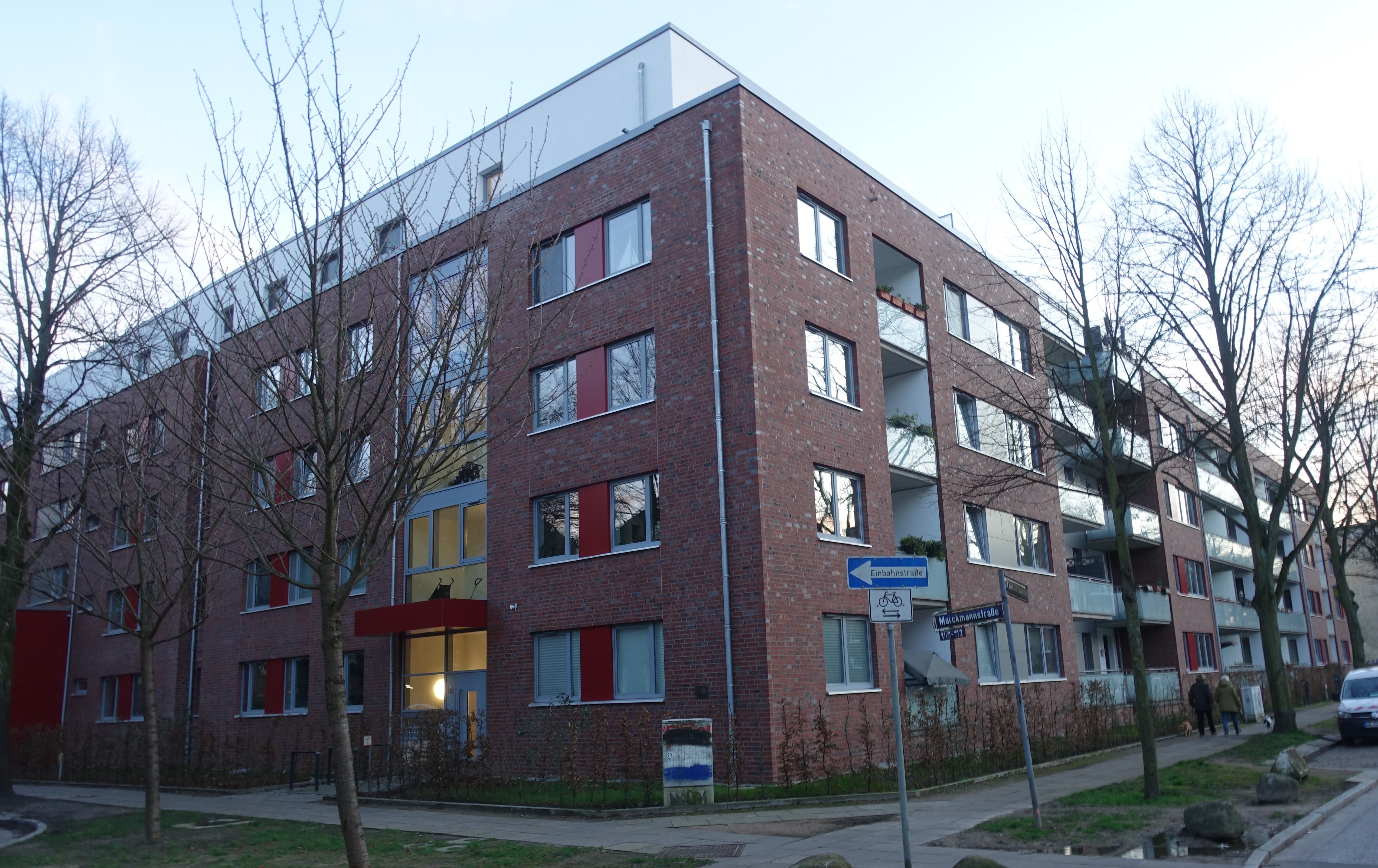
Wohnungsneubau in Hamburg-Rothenburgsort

Richard Gräning-Wohnblock in der Alsterdorfer Straße

Die Genossenschaft entwickelte sich zu einer großen Wohnungsbaugenossenschaft – auch durch Fusionen – mit 12.230 (2022) Mitgliedern und 7.657 (2022) eigenen Wohnungen in nahezu allen Stadtteilen Hamburgs und in der näheren Umgebung. 1.532 Wohnungen sind öffentlich gefördert (2022). Zum Wohnungsbestand gehört auch eine Seniorenwohnanlage.

## Neubauvorhaben
- Wohnanlage in der Marckmannstraße (Rothenburgsort). In mehreren Bauabschnitten werden hier bestehende Wohnungen abgebrochen und anschließend fast ausschließlich öffentlich gefördert neu gebaut. Fertigstellung des dritten Bauabschnittes: Sommer 2022.

## Geschichte
Die Anfänge der Baugenossenschaft freier Gewerkschafter gehen auf den 24. Februar 1922 zurück. Mit dem erklärten Ziel, der Wohnungsnot in der Hansestadt zu begegnen und sicheren Wohnraum zu günstigen Preisen zu schaffen, trafen sich 16 Gewerkschafter und gründeten die Genossenschaft. Die erste Geschäftsstelle war im Gewerkschaftshaus am Besenbinderhof. Einen prägenden Einfluss hatte Richard Gräning (1897–1958), der von 1926 bis 1958 im Vorstand war und 1931 zu einem hauptamtlichen geschäftsführenden Vorstandsmitglied bestellt wurde. Er blieb bis 1958 in dieser Funktion. Die Straße Gräningstieg in Stellingen wurde 1962 nach ihm benannt. Dort befindet sich auch eine Wohnanlage der bgfg. Aufsichtsratsvorsitzender von 1956 bis 1961 war der Gewerkschafter und Politiker Paul Bebert. 2020 ist das langjährige Vorstandsmitglied Inge Theel in den Ruhestand gegangen. Er war 38 Jahre bei der Gesellschaft, 27 Jahre davon als Vorstand. Prominente Bewohnerin in ihrer Kindheit war Loki Schmidt.

## Organisation der Genossenschaft
Höchstes Organ der Genossenschaft ist die Vertreterversammlung. Die Vertreter und Ersatzvertreter werden alle fünf Jahre von den Mitgliedern der Genossenschaft gewählt. Den rund 110 Vertretern obliegt u. a. die Wahl von neun Aufsichtsräten. Der Aufsichtsrat bestellt mindestens zwei Mitglieder für den Vorstand. Dieser vertritt die Wohnungsbaugenossenschaft und ist für die Geschäftsführung verantwortlich. Jedes Jahr im Juni findet die Vertreterversammlung statt. Darüber hinaus werden die Vertreter und Ersatzvertreter regelmäßig zu Informationsveranstaltungen sowie einmal jährlich zu einer Rundfahrt durch den Wohnungsbestand eingeladen.

## Lebendige Nachbarschaft

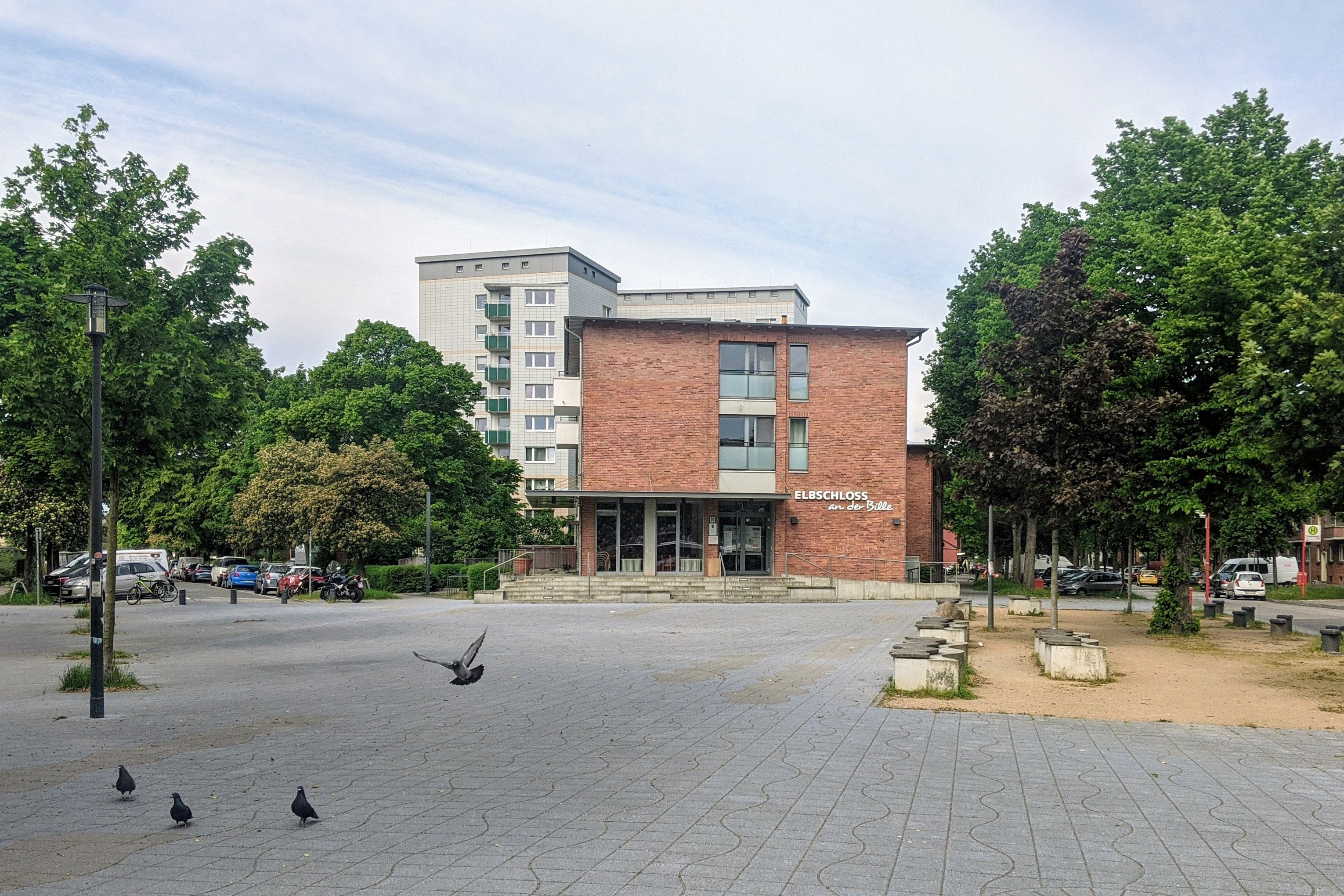
Ehemaliger BGfG-Verwaltungssitz, heute Nachbarschaftszentrum „Elbschloss an der Bille“ am Osterbrookplatz in Hamm-Süd

Die bgfg legt großen Wert auf die Beteiligung der Mitglieder. Die Genossenschaft hat 13 Nachbarschaftstreffs und pflegt lebendige Nachbarschaften. In den Nachbarschaftstreffs finden vielfältige Angebote statt, die von Mitgliedern für Mitglieder angeboten werden, z. B. gemeinsames Kochen, Yoga, Eltern-Kind-Gruppen, Spielenachmittage, Beratungsangebote und Urbangardening. Mehr als 180 Freiwillige unterstützen die Arbeit in den Nachbarschaftstreffs. Im Sinne der genossenschaftlichen Prinzipien Selbsthilfe, Selbstverwaltung und Selbstverantwortung spielt das ehrenamtliche Engagement der Mitglieder eine besondere Rolle. Das Ziel ist, die Gemeinschaft aktiv zu gestalten durch Austausch und Kommunikation, von Nachbarn für Nachbarn. Von der bgfg werden für alle Altersgruppen Angebote organisiert, an denen zum Teil mehrere hundert Menschen teilnehmen: Landpartie für ältere Mitglieder, Familienausfahrt, Weihnachtsmärchen, Besuch des Theaterschiffes.